# Paso del Agua
Paso del Agua, ibland Cristo Rey, är ett samhälle i kommunen Luvianos i delstaten Mexiko i Mexiko. Paso del Agua hade 179 invånare vid folkräkningen år 2020.